# Лінчепінг
Лінчьопінг (швед. Linköping, вимоваⓘ [ˈlinɕøːpiŋ]) — місто у південно-центральній частині Швеції з населенням 104 232 жителів у 2010 році. Місто є центром комуни Лінчьопінг з населенням 146 736 осіб (2011) та центром лену Естерйотланд. Лінчепінг є також центром однойменної єпархії шведської церкви, відомий своїм собором.
Місто є центром стародавнього культурного регіону і, у 1987 році, святкувало своє 700-річчя. Лінчьопінг відомий своїм університетом і високотехнологічною промисловістю.

## Економіка
Підрозділ Saab AB в Лінчепінгу, котре займмається розробкою авіаційної техніки, нараховуює близько 4700 співробітників. Тут, серед іншого, ведеться розробка і тестування БПЛА Dassault nEUROn.

## Пам'ятки архітектури
- Лінчепінзький кафедральний собор

## Уродженці
- Біргітта Олссон (1975) — шведська політична діячка, журналістка, блогерка.
- Анне Отто (1943) — шведська кінопродюсерка.
- Камілла Тіллінг (1971) — шведська оперна співачка.
- Тобіас Форге (1981) — шведський музикант, співак та автор пісень.